# Eduard Coetzee
Pour les articles homonymes, voir Coetzee.

a Compétitions nationales et continentales officielles uniquement.

Dernière mise à jour le 2 octobre 2012.
Eduard Coetzee, né le 8 septembre 1979 à Pretoria (Afrique du Sud), est un joueur sud-africain de rugby à XV qui évolue au poste de pilier au sein de l'effectif des Sharks, de Bayonne puis du Biarritz olympique.
Il met un terme à sa carrière à la suite de nombreux K.O. dus à de nombreux coups reçus à la tête sur avis de plusieurs neurologues.
Après sa carrière de joueur, il travaille pour le Crédit agricole à Anglet avant d'intégrer l'organigramme des Sharks. Il est responsable commercial et marketing d'août 2014 à novembre 2015, puis directeur des opérations de novembre 2015 à 2019. Il devient président de la franchise le 17 juillet 2019 en remplacement de Gary Teichmann,.
En juillet 2024, il est nommé directeur général du CA Brive.

## Carrière
- Jusqu'en 2001 : Bulls
- 2001-2005 : Sharks
- 2005-2007 : Aviron bayonnais
- 2007 - 2011 : Biarritz olympique

En juin 2011, il participe à la tournée des Barbarians français en Argentine pour jouer deux matchs contre les Pumas. Les Baa-Baas s'inclinent 23 à 19  à Buenos Aires puis l'emportent 18 à 21 à Resistencia.